# エリーザベト・ホイナツカ
エリーザベト・ホイナツカ（Élisabeth Chojnacka, 1939年9月10日 ワルシャワ – 2017年5月28日 パリ）は、ポーランド出身のフランスのチェンバロ奏者。現代音楽を専門とする演奏家として知られている。

## 経歴
本名は Elżbieta 。1962年にワルシャワ・ショパン音楽アカデミーにおいて学位を取得。その後パリに転居してエメ・ヴァン・ド・ヴィールに師事。
多くのチェンバロ作品や、チェンバロと合奏（または電子楽器との合奏）のための作品を初演してきた。リゲティやクセナキス、ツィグムント・クラウゼ、マイケル・ナイマンら80人以上の作曲から作品の献呈を受けており、モーリス・オアナやフランコ・ドナトーニ、ヘンリク・グレツキ、クシュシトフ・メイエル、一柳慧、クリストバル・アルフテル、アストル・ピアソラ、フランソワ＝ベルナール・マッシュ、スティーヴン・モンタギュー、イヴ・プラン、リュック・フェラーリ、アンドレ・ブクレシュリエフ、アルド・クレメンティ、ベツィ・ジョラス、ジョーゼフ・ホロヴィッツ、ロベルト・シエラ、ジャン・ヴィエネ、マリユス・コンスタンらの作品を上演・録音している。
モダン・チェンバロを用いた現代音楽の演奏者として特に知られているが、演奏会やいくつかの録音では、古楽の演奏も披露している。また、ジョプリンやファリャ、プーランクもレパートリーに持っている。演奏では、たいてい自分のチェンバロをやや電子変調して用いる。
モーツァルテウム音楽大学において教鞭を執ったことがある。